# Сосновка (Ярський район)
Сосно́вка (рос. Сосновка) — присілок у складі Ярського району Удмуртії, Росія.

## Населення
Населення — 14 осіб (2010, 28 у 2002).
Національний склад станом на 2002 рік:
- росіяни — 100 %